# Régine Zylberberg
Régine Zylberberg, pseud. Régine (ur. 26 grudnia 1929 w Anderlechcie, zm. 1 maja 2022 w Paryżu) – francuska piosenkarka, aktorka i posiadaczka klubu nocnego, który stał się rozpoznawalny w latach 1960–1980 dzięki jej piosenkom. W tym samym czasie Régine występowała też na różnych dyskotekach. Nazywano ją królową nocy.

## Życiorys

### Kariera
Régine już na początku swoje kariery rozbudowała imperium dyskotek. W 1958 otworzyła dyskotekę w Paryżu, Chez Régine. Według niektórych źródeł była to pierwsza dyskoteka na świecie. Pod koniec lat 70. Régine Zylberberg posiadała już 20 dyskotek Le Régine, między innymi w Paryżu, Londynie, Nowym Jorku, Rio de Janeiro i Kairze. Otworzyła też kilka kawiarni. Była projektantką mody i właścicielką butików z modą w których sprzedawała swoje stroje i akcesoria. Posiadała własną serię perfum. Na początku lat 90. musiała zamknąć kilka klubów ze względu na złą sytuację gospodarczą i wcześniejsze, niewłaściwe decyzje biznesowe.
W 1965 i 1972 Régine nagrała kilka pieśni kompozytora, Sergea Gainsbourga. Między innymi Les p'tits papiers. 14 nagrań z tych lat zostało podsumowanych w 2006, w kompilacji Gainsbourg Fait Chanter Régine. Wykonywała też piosenki Sergea Lama.
W 2004 wydała płytę Made in Paname, która szybko pojawiła się na francuskich listach.
W 2009 powstał album Régine z różnymi wykonawcami, takimi, jak Boyem George, Fanny Ardant, Jane Birkin, Paolem Conte i Julią Migenes.

### Aktorstwo
W 1962 zagrała pierwszy raz w filmie Le couteau dans la plaie obok Sophi Loren i Anthony’ego Perkinsa. W filmie Pociąg zagrała w scenie z Romy Schneider i Jeanem-Louisem Trintignantem. Występowała też w serialu Sins (1986) obok Joan Collins i Timothy’ego Daltona.
W 2005 wzięła udział w programie rozrywkowym La Ferme Célébrités. Była najstarszą uczestniczką drugiej edycji. W  2006 opublikowała we Francji swoje pamiętniki – Moi, mes histoires.

## Życie prywatne
Była pochodzenia żydowskiego. Jej rodzicami byli Tauba i Józef Zylberbergowie. Jej matka zostawiła rodzinę, gdy Régine była jeszcze niemowlęciem. Jej ojciec był alkoholikiem. W wieku 13 lat podjęła pracę jako kelnerka. Podczas II wojny światowej uciekła przed nazistami do Francji.
W 1969 przyjęła francuskie obywatelstwo. W 1975 przeprowadziła się na kilka lat do Nowego Jorku i tam mieszkała w luksusowym hotelu – Delmonico.
Jej syn z pierwszego małżeństwa Lionel Rotcage (1948–2006) był we Francji znanym dziennikarzem. W 1969 wyszła za mąż po raz drugi za Rogera Choukrouna.